# Jerry McNerney
Gerald M. McNerney  dit Jerry McNerney, né le 18 juin 1951 à Albuquerque, est un homme politique américain, élu démocrate de Californie à la Chambre des représentants des États-Unis de 2007 à 2023.

## Biographie
Jerry McNerney est originaire d'Albuquerque. Il étudie à l'université du Nouveau-Mexique et à l'Académie militaire de West Point et devient ingénieur.
En 2004, il est candidat à la Chambre des représentants des États-Unis dans le 11e district de Californie, mais il est battu par le républicain Richard Pombo (en) (61,2 % contre 38,8 %). Il affronte à nouveau Pombo en 2006 et est élu avec 53,3 % des voix. Il est réélu avec 55,3 % des suffrages en 2008 face à Dean Andal puis avec 48 % en 2010, devançant de justesse le républicain David Harmer (46,9 %). La circonscription est redessinée en 2011 et devient le 9e district. McNerney est réélu avec 55,6 % des voix en 2012 et 52,4 % 2014.